# Pobeda (Luftschiff)

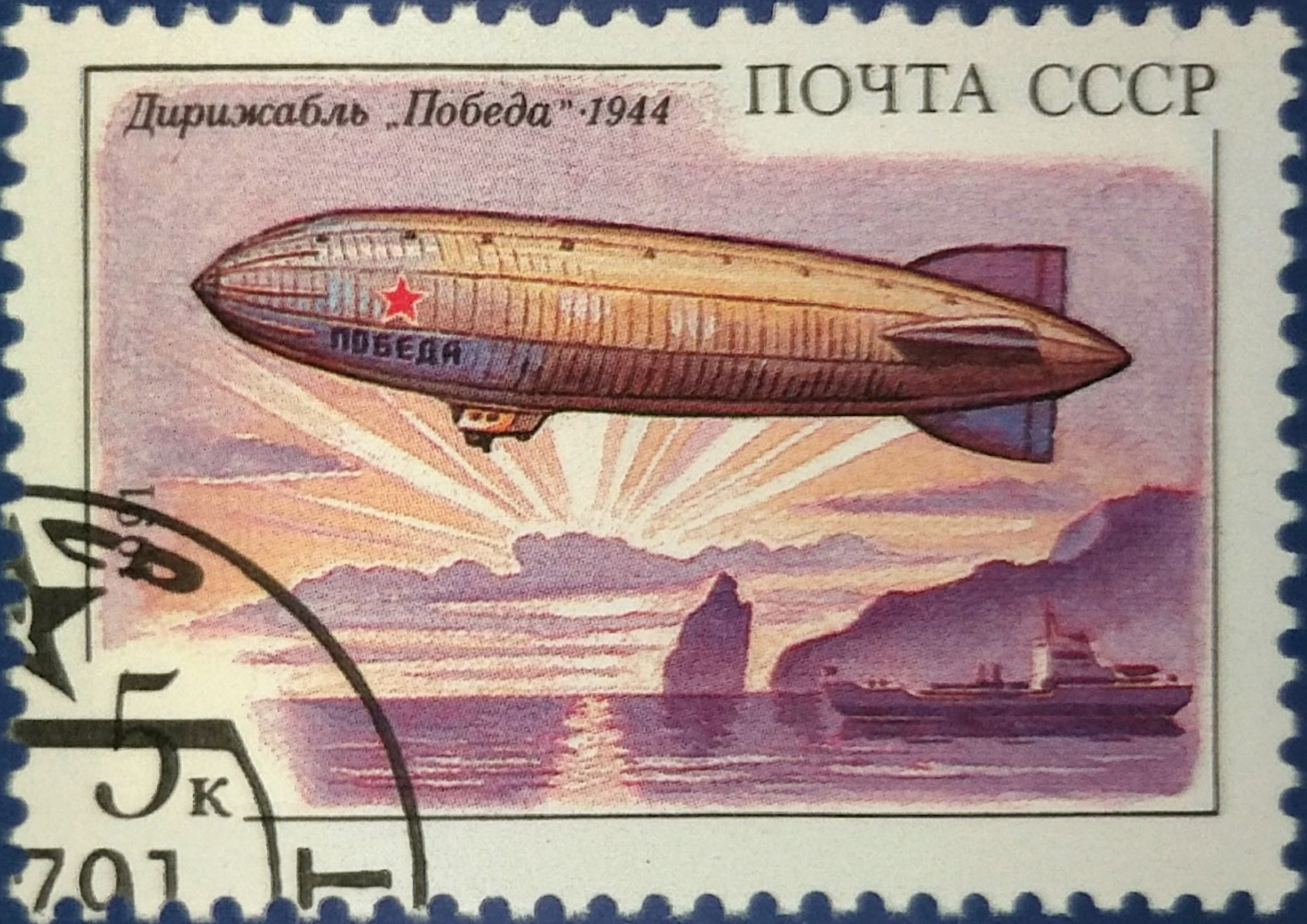
Pobeda auf einer sowjetischen Briefmarke

Das Luftschiff Pobeda (russisch Победа, zu deutsch „Sieg“) wurde 1944 in der Sowjetunion gebaut. Seine Hauptaufgabe bestand im Transport von Wasserstoff und Fracht für die sowjetischen Luftschifferabteilungen der Fallschirmtruppen. Luftschiffer (z. B. Feldluftschiffer) waren nicht zwangsläufig mit Luftschiffen ausgestattet, sondern betrieben meist Ballone. Von den Ballonen aus wurde damals das Fallschirm-Training der Luftlandetruppen durchgeführt, um Kraftstoff für Flugzeuge zu sparen. Der Rauminhalt des „Pobeda“ betrug 5000 m³.
Vom 20. Februar 1945 bis zum 24. Januar 1947 wurden von dem Luftschiff insgesamt 99 Fahrten mit einer Gesamtdauer von 285 Stunden und 10 Minuten durchgeführt. Dabei wurde insgesamt eine Strecke von 15.315 km zurückgelegt. Während 26 dieser Fahrten transportierte das Luftschiff insgesamt 16.900 m³ Wasserstoffgas von den Moskauer Elektrolytischen Werken nach Pawlowskaja Sloboda und Swenigorod (20 bis 50 km von Moskau entfernt) oder nach Teikowo und Iwanowo, die 200 bis 500 km von Moskau entfernt liegen. Dabei wurden auf jeder Fahrt 900 m³ Wasserstoff in Gasflaschen oder auch in Ballonhüllen (in zusätzlichen Ballonhüllen, oder der Hülle des Schiffes – Quelle nicht eindeutig) transportiert. Bei diesen Fahrten wurden insgesamt 4433 Kilometer zurückgelegt.

## Dienst am Schwarzen Meer
Im September 1945 wurde die „Pobeda“ an das Schwarze Meer verlegt. Dazu wurde sie von Moskau nach Sewastopol gefahren. Dort wurde das Schiff dem Befehlshaber der Sowjetischen Schwarzmeerflotte, Konteradmiral Filip Sergejewitsch Oktjabrskij (1899–1969), zur Verfügung gestellt. Der Kapitän des Luftschiffes war Hauptmann Roschin.
Am 26. September fuhr die Pobeda das erste Mal über dem Schwarzen Meer. Diese Fahrt dauerte 4 Stunden und 20 Minuten. Das Luftschiff wurde zur Minensuche benötigt. Drei Fahrten (insgesamt 30 Stunden) wurden auch zum Suchen von Fischschwärmen für die Fischerei durchgeführt. Dabei waren Fisch-Spezialisten, sogenannte Ichthyologen, an Bord. Bei einigen Gelegenheiten stand das Luftschiff ohne Bewegung über dem Fischschwarm, ohne dass die Fische davon beeinflusst wurden.
Die Pobeda unternahm über dem Schwarzen Meer 20 Fahrten mit einer Dauer von insgesamt 113 Stunden und 30 Minuten. Dabei wurden 5500 Kilometer zurückgelegt. Von 26. September bis 20. Oktober wurden von Kilenbalka (in Sewastopol) aus 15 Fahrten über eine Strecke von insgesamt 2860 Kilometer unternommen.

## Havarie im Januar 1947
Am 29. Januar 1947 während einer Fahrt nach Iwanowo kollidierte das in zu geringer Höhe fahrende Luftschiff mit der Hochspannungsleitung bei Jurjew-Polski. Die Drähte der Leitung verhinderten eine Weiterfahrt. Daraufhin wurden die Motoren gestoppt. Der Kapitän beschloss, Ballast abzuwerfen, um das Schiff aus der Leitung zu befreien. Nachdem ungefähr 500 kg Ballast abgeworfen waren, begann das Schiff schnell auf 1000 Meter zu steigen. Die Überdruckventile der Hülle konnten den Druckanstieg im Inneren nach Erreichen der Prallhöhe nicht schnell genug ausgleichen, sodass die Hülle riss. Die Mannschaft, die aus Kapitän Hauptmann Roschin, Fliegerleutnant Mutowkin und dem Mechaniker Starschina (~ Feldwebel) Muraschko bestand, war nicht mit Fallschirmen ausgerüstet und stürzte in den Tod.